# شاخة جديد (حسيني)
شاخة جديد (بالفارسية: شاخه جدید) هي منطقة سكنية تقع في إيران في قسم حسيني الريفي. يقدر عدد سكانها بـ 30 نسمة .